# Polizeiruf 110: Dunkler Zwilling
Dunkler Zwilling ist ein Fernsehfilm aus der Krimireihe Polizeiruf 110. Der vom Norddeutschen Rundfunk produzierte Beitrag ist die 380. Episode des Polizeiruf 110 und der zwanzigste Fall des Ermittlerduos Bukow und König aus Rostock. Die Erstausstrahlung erfolgte am 6. Oktober 2019 im Ersten.

## Handlung
Eine 16-jährige Ausreißerin wird in Rostock ermordet aufgefunden, kurz darauf die Leiche einer nach dem gleichen Schema ermordeten dänischen Touristin. Die Hauptkommissare Bukow und König stoßen auf 15 Jahre zurückliegende Mordfälle mit ähnlichem Muster, die nie aufgeklärt wurden. In den Fokus der Ermittlungen rücken zwei Verdächtige: Der Umzugsunternehmer Frank Kern, gegen den bereits früher einmal ermittelt wurde, und der Langzeitstudent Hansen, der das jugendliche Opfer gekannt und kurz vor deren Tod getroffen hatte. Nachdem Hansen von seiner psychisch labilen Ehefrau beschuldigt wird und diese durch ein falsches Geständnis sogar eine Mittäterschaft einräumt, werden die Hansens verhaftet. Unterdessen entdeckt Kerns Tochter Marla in dessen Haus Beweise, die ihren Verdacht bestätigen, dass ihr Vater der Serienmörder ist. Sie stellt ihren Vater zur Rede, der ihr erklärt, dass er schon als Mörder auf die Welt gekommen sei, denn er hätte seine Zwillingsschwester im Mutterleib mit der Nabelschnur erdrosselt – so habe ihm seine Mutter das immer gesagt. Kern redet Marla Schuldgefühle und eine Mitschuld ein, so dass Marla ihre Entdeckung für sich behält und einen Suizidversuch unternimmt. Anhand des Täterfahrzeugs wird Kern doch noch als Täter ermittelt. Bukow bricht mit seinen Assistenten auf, um Kern festzunehmen, während König Marla bei deren Mutter aufsuchen will. Dort entdeckt sie Marlas Abschiedsbrief. Bukow findet Marla verblutend in Frank Kerns Haus und kann sie gerade noch retten.
Auch in dieser Folge spürt König, wie sehr die Manipulationen von Guido Wachs sie beeinflussen.

## Hintergrund
Der Film wurde vom 5. Juni 2018 bis zum 4. Juli 2018 in Rostock und Hamburg gedreht. Die Premiere erfolgte am 1. Oktober 2019 beim Filmfest Hamburg.

## Rezeption

### Einschaltquoten
Die Erstausstrahlung von Dunkler Zwilling hat am 6. Oktober 2019 so viele Zuschauer wie nie zuvor erreicht: Der Film wurde bundesweit von 8,88 Millionen Menschen verfolgt. Das entspricht einem Marktanteil von 26,3 Prozent für Das Erste. Damit ist „Dunkler Zwilling“ nicht nur der bislang zuschauerstärkste Fall für das Ermittler-Team Katrin König und Alexander Bukow, sondern auch der erfolgreichste „Polizeiruf 110“ des NDR seit 1993.

### Kritiken
Rainer Tittelbach von Tittelbach.tv wertete: „Dieser filmästhetisch besondere, stark gespielte ‚Polizeiruf‘ mit seinen eindringlichen Szenen und Parallelmontagen ist ein Film aus einem Guss: Aus einer dichten, klug und komplex gebauten Geschichte ergibt sich ein magischer filmischer Fluss.“
Für die Frankfurter Allgemeine Zeitung schrieb Oliver Jungen: „Obwohl dem Film, der quasi die Anatomie eines Fernsehkrimis ausstellt, etwas Metafiktionales anhaftet, ist das Ergebnis nicht verkopft. Das liegt zum einen an der direkten, teils schmutzigen Inszenierung, zum anderen an dem phantastischen Ensemble, das auch über den straßenschlauen, moralisch integren, diesmal etwas weichherzigeren Bullen Bukow und seine nervlich zerfledderte Kollegin König hinaus perfekt zusammenwirkt. […] Ein wenig hat man den Eindruck, Lukacevic habe mit Absicht gut abgehangene Motive verwandt, um zu zeigen, was man aus ihnen machen kann. Die Intensität ist über die gesamte Strecke hoch, gegen Ende wird aber auch hier noch einmal die Turbine angeworfen, denn kaum dass alles Kriminologische abgestreift ist, steigert sich die Handlung ins ausweglos Tragische.“
Christian Buß von Spiegel Online meinte: „Der ‚Polizeiruf‘ ist gut gespielt, hat kurzweilige Dialoge – und ruft doch bald auch ein Gefühl der Unterforderung hervor. Denn obwohl so getan wird, als ob hier gleichberechtigt zwei Hauptverdächtige nebeneinandergestellt werden, liegt die Lösung schon früh auf der Hand.“
Bei der Süddeutschen Zeitung urteilte Holger Gertz: „Damir Lukačević (Regie und Buch) hat einen Whodunit komponiert, der als Kriminalstück funktioniert, die Philosophie über die Zweisamkeit schwebt als bereichernde leading idea über der Handlung. Ein ganz anderer Film als die manchmal auch anstrengenden Experimental-Tatorte, stattdessen eine eher klassisch angelegte Geschichte, bei der vieles stimmt. Der Plot, das Personal […]. Und den Ermittlern Katrin König […] und Alexander Bukow […] hat Lukačević allerbeste Dialogstellen hingeschrieben, mit zwei Zutaten natürlich, Lakonie und Liebe.“
Die TAZ schrieb: „Wie erfreulich es ist, wenn ein stinknormaler Sonntagabendkrimi auf der Höhe der Zeit ist, wird meist erst klar, wenn man so einen raren Fall vor sich hat.“ Ansonsten lobte er die Schauspieler „Denn sie alle klingen halt nicht, als läsen sie die Sätze vom Blatt ab, sie holen Luft, stutzen, rumpeln, lachen trocken, zögern wie wir alle, wenn wir reden; und sie spielen auch, wenn sie gerade keinen Text haben.“